# Congresso Eucarístico de Angola

Logo oficial do I congresso eucarístico de Angola.

Congresso Eucarístico de Angola é um encontro de católicos de todas as províncias de Angola, realizado pela primeira vez na Arquidiocese do Huambo, no intervalo de 12 à 18 de Junho de 2017. O tema central do primeiro encontro foi a Eucaristia, e teve como lema, reconheceram-no ao partir o pão.
Entre os objetivos do evento destaca-se a celebração dos 525 anos desde a chegada dos primeiros missionários no país em 1491, considerada primeira fase da evangelização, e a  celebração dos 150 anos da segunda fase  da evangelização de Angola, desde a chegada dos missionários da Congregação do Espírito Santo em 1866.
A organização do evento esteve à cargo da CEAST. Em representação ao Santo Padre, esteve presente neste congresso, o Dom Manuel Clemente, cardeal-patriarca de Lisboa (enviado do Papa), acompanhado pelo presidente dos congressos internacionais, Dom Piero Marini, e outras entidades da igreja.